# Авраамий (Флоринский)
Архимандрит Авраамий Флоринский (ок. 1720—1797, Ростов) — православный священник, богослов.
Родом из малороссийских мещан. Обучался в Киево-Могилянской академии, в которой в с 1752 года был преподавателем и проповедником.
В 1753 году принял постриг и в том же году стал профессором философии академии, а в 1757 или 1758 году — её префектом.
В сане архимандрита был настоятелем Виленского монастыря Сошествия Св. Духа на апостолов (1758—1762).
В 1762 году был назначен ректором Владимирской духовной семинарии. Служил архимандритом в монастырях Владимирском Царево-Константиновом (1762—1773); Ростовском Борисоглебском (1773—1775); Ростовском Богоявленском (1775—1786); и Ростовском Иаковлевском ставропигиальным (с 9 февраля 1786 года) где и скончался 30 апреля (11 мая) 1797 года.
По указу Синода исправил «Беседы» Иоанна Златоуста на Евангелия Матфея и Иоанна.
В последние годы жизни, как специалисту по греческим отцам, архимандриту Авраамию были вверены Святейшим Синодом сличение с оригиналом и проверка впервые печатавшегося тогда в России «Добротолюбия», переведенного старцем Паисием Величковским.